# Ciobănesc românesc mioritic
Ciobănesc românesc mioritic este o rasă de câini din Carpații românești.

## Istoric
Ciobănescul Mioritic a fost selecționat dintr-o rasă naturală existentă în Carpați, principalul motiv fiind utilitatea. Este un excelent câine de turmă, paznic incoruptibil și un minunat câine de însoțire. Este o rasă foarte veche, care s-a păstrat numai datorită păstorilor, fiind foarte folosit de cei din regiunea Sibiului (mărgineni) sau Săcelele Brașovului (mocani), de unde și denumirea populară a Mioriticului de „barac mocănesc”.
Grație aspectului viguros, această rasă are mulți amatori în România. Este considerat de unii singurul câine care are șanse de a scăpa cu viață când atacă ursul.
Standardul a fost redactat de către Asociația Chinologică Română în 1981. Comisia tehnica A.Ch.R. a adaptat și revizuit standardul la 29 martie 2002, în conformitate cu modelul stabilit de Federația Chinologică Internațională la Ierusalim.

## Prezentare
Câinii ciobănesc românesc mioritic au un corp masiv, care este acoperit în întregime cu o blană lungă și ciufulită, colorată în nuanțe deschise. Capul acestor câini este masiv; craniul lor este larg, puțin arcuit; botul este puternic, îngustându-se treptat spre nas; lungimea botului este mai mică decât cea a capului. Osul occipital al acestor câini este larg și pronunțat. Nasul lor este bine dezvoltat, larg și negru. Urechile acestor câini nu sunt foarte mari, așezate mai degrabă în partea de sus, triunghiulare, atârnând de fiecare parte a capului. Ochii acestor câini sunt de mărime medie, puțin în formă ovală, de culoarea chihlimbarului sau căprui-deschis. Gâtul câinilor este musculos și masiv, de lungime medie. Corpul lor este rectangular, de lungime medie; spatele este solid, larg și musculos; pieptul acestor câini este larg, moderat pronunțat. Umerii le sunt și ei largi. Coada este așezată sus; în repaos atârna în jos, vârful ei fiind puțin curbat. Când sunt în acțiune, coada este purtată în sus, la înălțimea spatelui, fără a fi însă aplecată peste acesta. Blana acestor câini este lungă și abundentă, acoperind întreg trupul lor, inclusiv capul și picioarele. Blana superioară este ușor ondulată, mai rezistentă și lungă de 3.15-6.3 inch (8-16 cm); cea inferioară este mai densă și mai moale. Culoarea de bază pentru acești câini este de obicei albul, crem deschis sau gri pal, uneori cu pete de aceste culori. Standardul la mioritici: blana albă cu marcaje negre, alb cu gri (vezi standard FCI).